# Ложноопёнок кирпично-красный
Ложноопёнок кирпи́чно-кра́сный (лат. Hypholóma laterítium, ранее — Hypholoma sublateritium) — вид грибов, относящийся к семейству Строфариевые (Strophariaceae).

## Описание

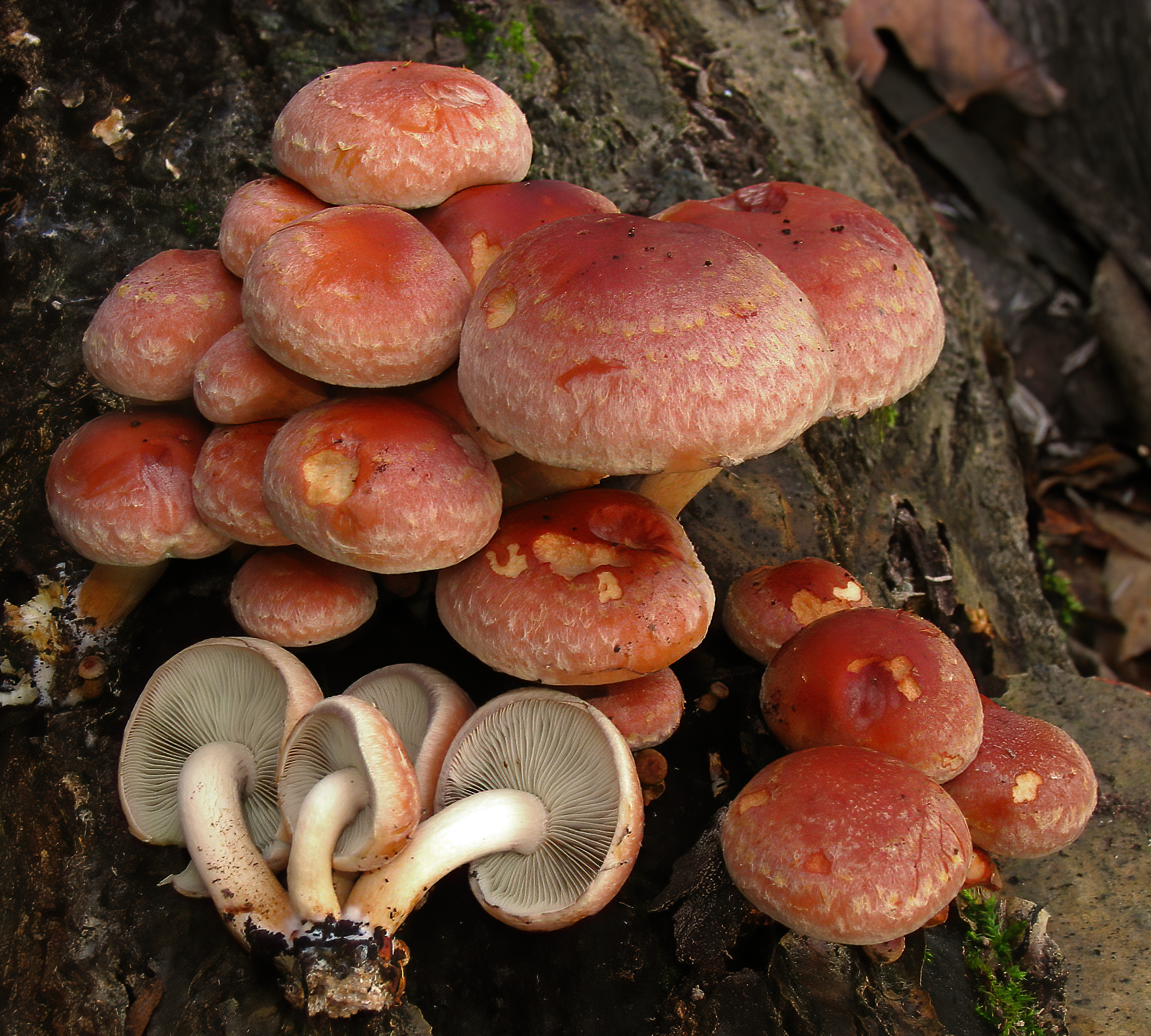

Плодовые тела шляпконожечные, часто образуются в больших скоплениях.
Шляпка 2—7,5(10) см в диаметре, у молодых грибов коническая или колокольчатая, затем выпуклая, плоско-выпуклая до почти плоской, редко с бугорком в центре, гладкая, вросшеволокнистая, с разбросанными беловатыми или желтоватыми волокнистыми остатками покрывала. Окраска кирпично-красно-коричневая до жёлто-коричневой, по краю до жёлто-оранжевой или бледно-жёлтой, иногда почти белой.
Пластинки гименофора довольно частые, узкоприросшие или выемчато-приросшие, у молодых грибов светло-сероватые или желтовато-серые, затем оливково-серые, часто с фиолетовым оттенком, с цельным краем, иногда более бледным.
Ножка 3—10(12) см длиной и до 1,2—1,5 см толщиной, ровная, в основании часто суженная, с возрастом полая, в верхней части ярко-жёлтая, ниже — коричневатая и красно-коричневая. Поверхность волокнистая, в верхней части имеется прижатоволокнистая кольцевидная зона.
Мякоть грязно-жёлтая или жёлто-коричневая, без заметных вкуса и запаха или же горьковатая.
Споры 6—7,5×1,4—4,5 мкм, продолговато-эллиптические, с крупной порой прорастания. Базидии четырёхспоровые, цилиндрические, 15—24×4—7 мкм.

## Пищевые качества
Сведения о токсичности противоречивы. В некоторых источниках сообщается о возможном желудочно-кишечном отравлении после употребления в пищу ложноопёнка кирпично-красного. Однако в большинстве литературных источников считается съедобным грибом. В некоторых местностях России ложноопёнок кирпично-красный употребляют в пищу, но предварительно длительное время отваривают в подсоленной воде и тщательно промывают в нескольких водах (при этом вкус гриба остаётся не очень приятным). Также упоминается вероятность приписывания этому виду отравлений, в действительности связанных с употреблением ядовитого ложноопёнка серно-жёлтого.

## Экология и распространение
Сапротроф, встречающийся на гниющей древесине лиственных деревьев. Широко распространён в Евразии и Северной Америке.

## Синонимы
- Agaricus carneolus Batsch, 1783
- Agaricus lateritius Schaeff., 1774basionym
- Agaricus perplexus Peck, 1872
- Agaricus sublateritius Fr., 1838
- Deconica squamosa Cooke, 1885
- Dryophila sublateritia (Fr.) Quél., 1888
- Geophila sublateritia (Fr.) Quél., 1886
- Hypholoma perplexum (Peck) Sacc., 1887
- Hypholoma sublateritium (Fr.) Quél., 1872
- Naematoloma sublateritium (Fr.) P.Karst., 1880
- Pratella lateritia (Schaeff.) Gray, 1821
- Psilocybe lateritia (Schaeff.) Noordel., 1995